# 山鹿市立中富小学校
山鹿市立中富小学校（やまがしりつ なかどみしょうがっこう）は、熊本県山鹿市鹿本町中川にあった小学校。

## 沿革
- 1873年 - 川崎小学校、小柳小学校創立。
- 1874年 - 中富小学校、梶屋小学校、中分田小学校創立。
- 1886年 - 分田（下分田、中分田）、小柳の2小学校合併し尋常分田小学校となる。川崎、中富の両校は下分田尋常小学校の支校となる。1つは川崎支校と改称。
- 1887年 - 梶屋尋常小学校は尋常下高橋小学校に合併。中富支校は中川に移転。
- 1879年 - 下分田尋常小学校は下分田に移転。
- 1882年 - 中富、川崎の両支校が独立し、1つは中富尋常小学校、1つは川崎尋常小学校となる。
- 1886年 - 梶屋校は下高橋校より分離し中富尋常小学校に合併。
- 1899年 - 中富、川崎の両支校は合併し中川尋常小学校となる。
- 1913年 - 中川尋常小学校は中川尋常高等小学校と改称。下分田尋常小学校は下分田尋常高等小学校と改称。
- 1941年 - 中川尋常高等小学校は中川国民学校、下分田尋常高等小学校は下分田国民学校と改称。
- 1944年 - 合併し中富国民学校となる。
- 1947年 - 中富村立中富小学校と改称。
- 1955年 - 鹿本町立中富小学校と改称。
- 2005年 - 山鹿市立中富小学校と改称。
- 2020年3月31日 - 本校・稲田・来民の3小学校が統合した鹿本小学校開校により、閉校。